# Javâd Hadidi
Pour les articles homonymes, voir Hadidi.
Vous pouvez aider à l'améliorer ou bien discuter des problèmes sur sa page de discussion.
- Il ne cite pas suffisamment ses sources. Vous pouvez indiquer les passages à sourcer avec {{référence nécessaire}} ou {{Référence souhaitée}}, et inclure les références utiles en les liant aux notes de bas de page. (Marqué depuis octobre 2022)
- Son texte doit être wikifié : il ne correspond pas à la mise en forme Wikipédia (style, typographie, liens internes, liens entre les wikis, etc.). (Marqué depuis octobre 2022)
- Sa typographie ne respecte pas les conventions de Wikipédia. Vous pouvez solliciter de l’aide de l’Atelier typographique. (Marqué depuis octobre 2022)

- Archive Wikiwix
- Bing
- Cairn
- DuckDuckGo
- E. Universalis
- Gallica
- Google
- G. Books
- G. News
- G. Scholar
- Persée
- Qwant
- (zh) Baidu
- (ru) Yandex
- (wd) trouver des œuvres sur Wikidata

Javâd Hadidi (1932-2002), professeur de langue et de littérature françaises en Iran, est le fondateur de la revue Luqumân.Il est aussi écrivain, chercheur et traducteur iranien, professeur à l'Université Ferdowsi de Mashhad et membre permanent de l'Académie de la langue et de la littérature persanes,.

## Ses ouvrages
Une de ses œuvres principales est De Sa'di à Aragon qui vise à familiariser le lecteur avec les littératures française et persane durant quatre siècles (XVIIe-XXe) et à mettre en évidence l'influence de la seconde sur la première, en s'efforçant de faire ressortir la richesse et la culture persanes. 
Ce livre pose d'une manière originale les questions suivantes : à partir de quel moment les Français ont-ils eu connaissance de la littérature persane et pour quels motifs ? Quelles ont été les étapes de ce rapprochement entre les deux pays à travers les siècles ?
Voltaire et l'Islam est une autre de ses œuvres principales.
- de sa'dia aragon
- les portes de l'eau
- traduction commentaire et lerixue de la surate al-bagara
- Voltaire et Islam
- Al-Qur'an Al-Kareem Zalk Al-Kitab Larib Fiyh (Caractéristiques de l'œuvre : Traduction des significations de al-Fatiha et al-Baqarah dans al-Fransiyyah)